# Port lotniczy Trypolis
Port lotniczy Trypolis – międzynarodowy port lotniczy położony 34 km na południe od centrum Trypolisu, w miejscowości Ben Dżasir. Jest największym portem lotniczym Libii. Port lotniczy jest główną siedzibą Libyan Airlines, a także Afriqiyah Airways i Buraq Air.
Większość połączeń obsługuje terminal międzynarodowy. Loty krajowe są obsługiwane przez terminal krajowy. W 2007 roku lotnisko obsłużyło 2,1 miliona pasażerów.

## Historia
Podczas II wojny światowej lotnisko było wykorzystywane przez brytyjskie siły lotnicze Royal Air Force i zostało nazwane RAF Castel Benito. W 1952 roku zmieniono nazwę na RAF Idrys. W latach 50 i 60 XX w. port lotniczy został nazwany Międzynarodowym Portem Lotniczym Trypolis Idrys. 

## Linie lotnicze i połączenia
Od kwietnia 2019 r. wszystkie loty pasażerskie do i z Trypolisu odbywają się z międzynarodowego lotniska Mitiga.

## Poprzednie połączenia
Loty krajowe:
- Afriqiyah Airways (Bengazi)
- Air One Nine (Bengazi, Beida, Sabha, Tobruk)
- Alajnihah Airways (Bengazi)
- Buraq Air (Beida, Bengazi, Sabha)
- Libyan Airlines (Beida, Bengazi, Ghat, Sabha, Syrta, Tobruk)
- Air Libya (Bengazi, Syrta Kufra, Ghadames)
- Ghadames Air Transport (Bengazi, Beida, Ubari, Ghadames, Syrta, Tobruk)

Loty międzynarodowe:
- Afriqiyah Airways (Abidżan, Akra, Amsterdam, Bamako, Bangi, Bruksela, Kair, Kotonu, Duala, Dakar, Dubaj, Genewa, Dżudda, Kano, Chartum, Lagos, Lomé, Londyn-Gatwick, Nairobi, Ndżamena, Niamey, Wagadugu, Paryż-Charles de Gaulle, Rzym-Fiumicino)
- Air Algerie (Algier)
- Air France (Paryż)
- Air Malta (Malta)
- Alitalia (Mediolan-Malpensa, Rzym-Fiumicino)
- Austrian Airlines
  - obsługiwane przez Austrian Arrows (Wiedeń)
- blu-express (Rome-Fiumicino)
- British Airways (Londyn-Heathrow)
- Buraq Air (Aleppo, Aleksandra, Kair, Stambuł-Atatürk, Rabat)
- EgyptAir (Kair)
- Emirates (Dubaj, Tunis)
- Ghadames Air Transport (Sarajewo)
- Iberia (Madryt)
- KLM (Amsterdam)
- Korean Air (Seul-Gimpo)
- Libyan Airlines (Aleksandria, Algier, Amman, Kair, Casablanca, Damaszek, Dubaj, Frankfurt, Stambuł-Atatürk, Dżudda, Kijów, Londyn-Heathrow, Malta, Manchester, Mediolan-Malpensa, Rzym-Fiumicino, Safakis, Tunis)
- Polskie Linie Lotnicze LOT (Warszawa)
- Lufthansa (Frankfurt)
- Pakistan International Airlines (Karaczi, Lahore)
- Qatar Airways (Casablanca, Ad-Dauha)
- Royal Air Maroc (Casablanca)
- Royal Jordanian (Amman)
- Sudan Airways (Chartum)
- Swiss International Air Lines (Zurych)
- Syrian Arab Airlines (Casablanca, Damaszek)
- Tunisair (Tunis)
- Turkish Airlines (Stambuł-Atatürk)